# اسرائیل دیسکانت بانک

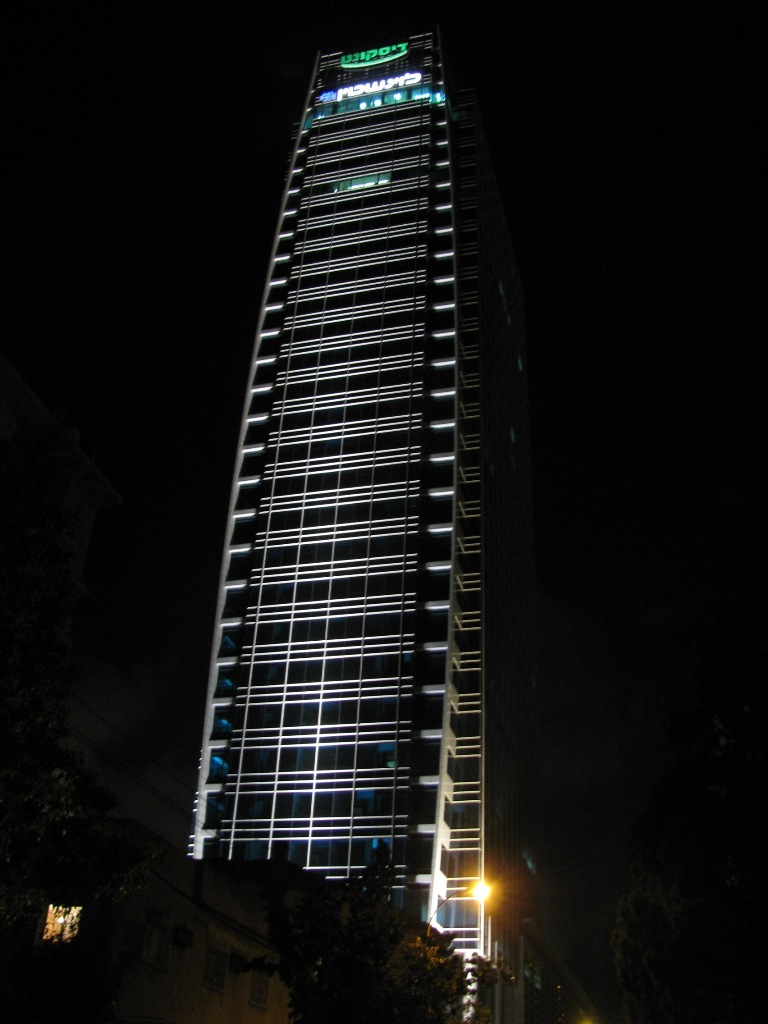
ساختمان مرکزی اسرائیل دیسکانت بانک در تل‌آویو

اسرائیل دیسکانت بانک (به انگلیسی: Israel Discount Bank) شرکت خدمات مالی و بانکداری اسرائیلی است، که در زمینه ارائه خدمات بانکداری خصوصی و بانکداری شراکتی، بانکداری سرمایه گذاری و مدیریت سرمایه‌گذاری، اوراق بهادار و کارت اعتباری فعالیت می‌کند.
اسرائیل دیسکانت بانک در سال ۱۹۳۵ تأسیس شد و در حال حاضر دارای ۲۶۰ شعبه در کشور اسرائیل بوده و مجموع دارایی‌های آن در سال ۲۰۱۰ معادل ۴۸ میلیارد دلار برآورد شده‌است.
شعبه مرکزی این بانک در شهر تل‌آویو، اسرائیل قرار دارد و بخشی از سهام آن در بازار بورس تل‌آویو معامله می‌شود.